# Heimans, Heinsius en Thijsse's geïllustreerde flora van Nederland

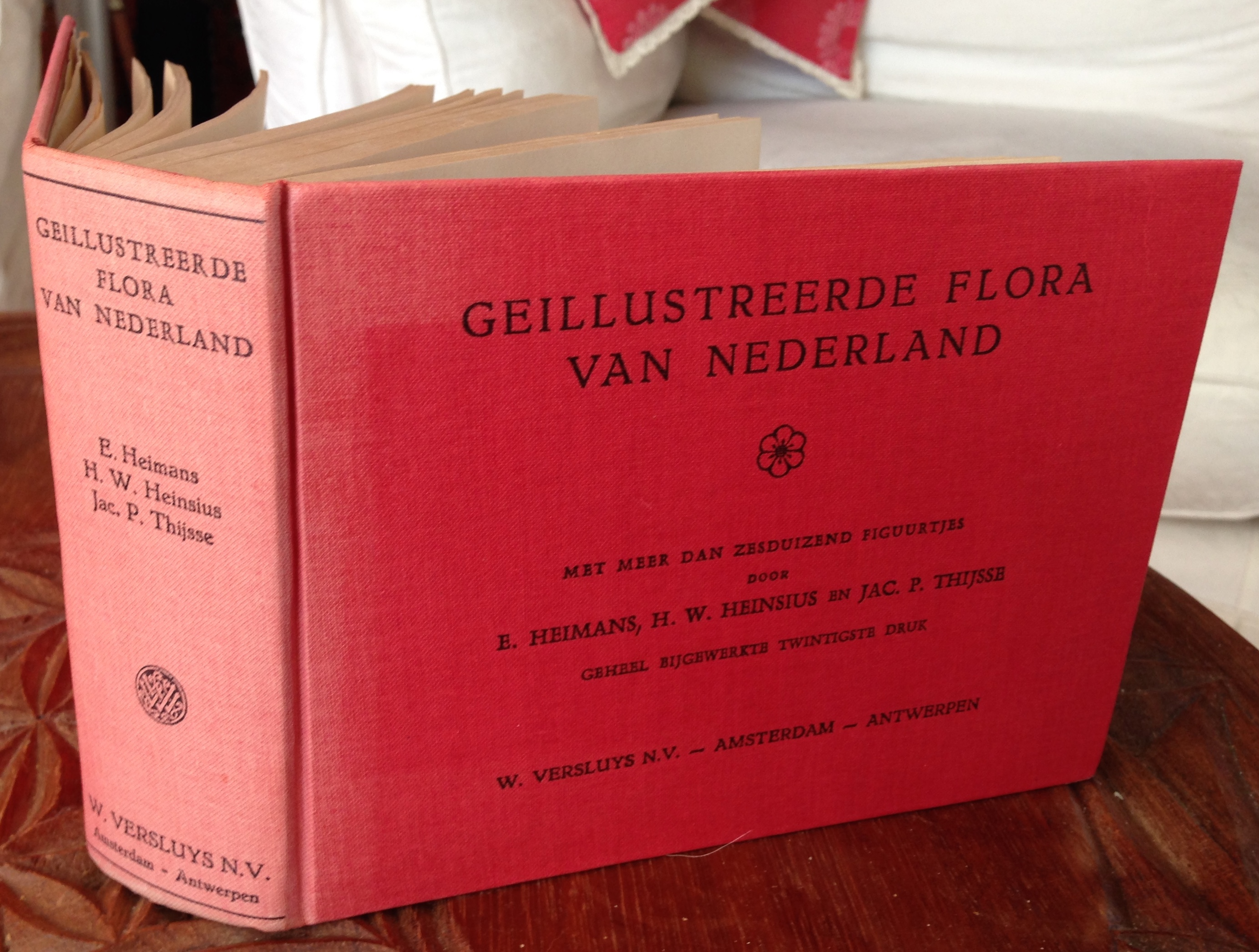
De rode 20e druk uit 1960 van de HH&T

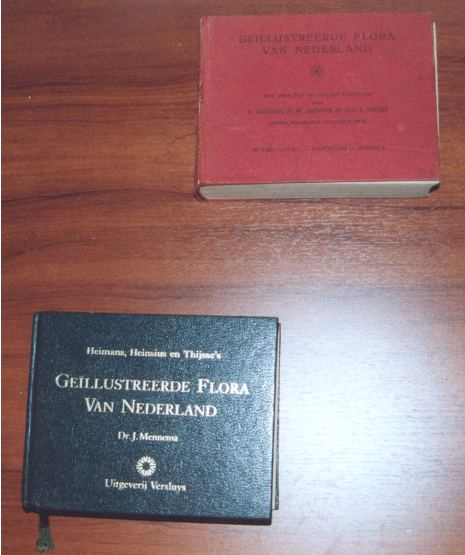
De groene 23ste druk uit 1994 en de rode 20e druk uit 1960 van de HH&T

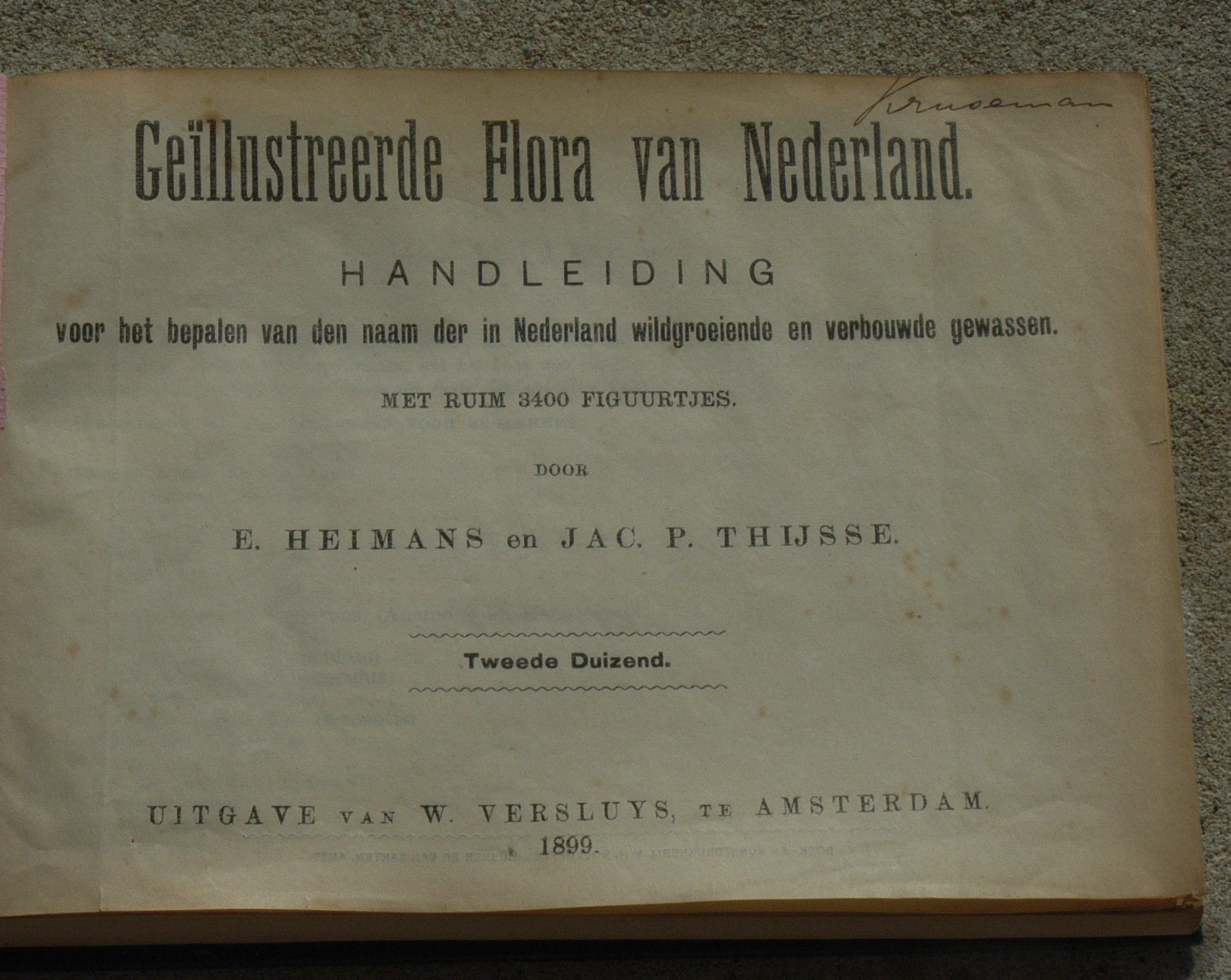
Titelpagina van de eerste druk van de Geïllustreerde flora van Nederland

De Heimans, Heinsius en Thijsse's Geïllustreerde  flora van Nederland, afgekort als HH&T, was de eerste flora in Nederland met afbeeldingen en had 386 bladzijden. Het was geschreven door Eli Heimans en Jac. P. Thijsse en verscheen in 1899. Het oblongformaat bleef door alle drukken heel karakteristiek.

## Geschiedenis
De eerste druk van 1899 van de HH&T werd uitgegeven door uitgeverij Versluys, die alle drukken tot en met de 23ste druk in 1994 voor haar rekening nam. Vanaf de tweede druk in 1909 tot en met de 10e in 1936 speelde ook H.W. Heinsius een belangrijke rol. De flora werd veel dikker en minder onvolledig en was net als Heukels' Flora gebaseerd op het systeem van Eichler. 
De HH&T is educatief en bleef gelden als meer toegankelijk voor geïnteresseerde leken dan de flora van Heukels, omdat vakterminologie zo veel mogelijk werd vermeden en de determinatietabellen zijn gericht op de met het blote oog best zichtbare uiterlijke kenmerken. De flora heeft tot en met de 22e druk (1983) ook informatie geboden over tuinplanten. 
Na de dood van Eli Heimans in 1914 nam zijn zoon Jacob Heimans plaats in de redactie. Hij zou uitgroeien tot de hoofdredacteur tot zijn dood in 1978. De 22ste druk, die hij nog in belangrijke mate had voorbereid, verscheen pas enige jaren na zijn dood in 1983.
De 23ste druk van 1994 is onder redactie van J. Mennema. Deze liet de tuinplanten vervallen en liet de flora wel de hele Benelux beslaan. Ook stonden er nieuwe tekeningen in van de Sneker botanicus en fonteinkruidendeskundige D.T.E. van der Ploeg. De titel van deze bewerking luidt voluit: Heimans, Heinsius en Thijsse's geïllustreerde flora van Nederland, België en Luxemburg en aangrenzend Duitsland en Frankrijk.